# Domaine de Mito
Le domaine de Mito (水戸藩, Mito-han) est un domaine féodal japonais de premier plan de la période Edo. Sa capitale se trouve à Mito et son territoire couvre une grande partie de l'actuelle préfecture d'Ibaraki. Depuis la nomination de Tokugawa Yorifusa par son père, le shogun Tokugawa Ieyasu en 1608, la branche Mito du clan Tokugawa gouverne le domaine jusqu'à l'abolition du système han en 1871. Durant la période Edo, Mito est l'épicentre du nativisme, largement dû au Mitogaku, une influente école de pensée japonaise favorable à la philosophie politique du sonnō jōi. Le soutien de Mito au Dai Nihonshi (Une histoire du grand Japon) établit la tradition d'intellectualisme du domaine. Les savants de Mito et leur idéologie influencèrent plus tard nombre des révolutionnaires impliqués dans la restauration de Meiji.

## L'émergence des Tokugawa
À la suite de l'établissement du shogunat Tokugawa en 1603, Tokugawa Ieyasu nomme son onzième fils, Tokugawa Yorifusa, daimyo en 1608. Cette nomination fait de Yorifusa le membre fondateur de la branche Mito du clan Tokugawa. Avec les branches Tokugawa de Kii et d'Owari, la branche Mito une des trois maisons Tokugawa connues sous le nom de « gosanke ».
Bien que la branche Mito détienne moins de terres et moins de richesses que chacune des deux autres branches, ses membres conservent une influence considérable tout au long de la période Edo. La proximité du domaine avec la capitale de facto à Edo explique en partie ce pouvoir comme le fait que de nombreuses personnes considèrent le daimyo Mito comme le « vice-shogun ».
Tokugawa Mitsukuni, le troisième fils de Tokugawa Yorifusa, devient le deuxième daimyo de Mito en 1661. Mitsukuni contribue plus encore à établir le statut du domaine de Mito comme un han respecté en soutenant le Dai Nihonshi en 1657. Ce choix politique détermine la réputation de Mito comme centre de réflexion intellectuelle.

## Direction de Tokugawa Nariaki et défis au shogunat
Tokugawa Nariaki nommé daimyo du domaine de Mito en 1829, devient une importante personnalité du mouvement nationaliste du Japon dans les années 1850 et 1860. Nariaki est un des défenseurs les plus radicaux de la politique japonaise d'isolement du pays. À partir de 1830, Nariaki soutient énergiquement les idées de l'école de Mito en défendant le sonnō jōi et en exigeant que le shogunat honore l'empereur et remplisse ses devoirs. Nariaki croit que l'incapacité où se trouve le Japon d'affronter les difficultés intérieures et étrangères est la conséquence de la mauvaise gestion et de l'égoïsme du shogunat. De son point de vue, le shogunat a échoué à protéger le pays et, au contraire, s'est concentré sur les intérêts du bakufu. Il soutient que le shogun doit renforcer les défenses du Japon et lancer les réformes nécessaires afin de créer un Japon fort et prospère. Finalement, la détermination et les critiques de Nariaki le rendent populaire parmi une partie de la population. Tandis que Nariaki se montre très critique vis-à-vis du shogunat, il reconnaît cependant toujours que l'empereur a délégué du pouvoir au shogun. Nariaki veut seulement que le shogunat change de politique et il ne soutient pas ouvertement le renversement du bakufu. Il croit que la philosophie politique du sonnō jōi sera bénéfique au Japon, à l'empereur et au peuple.
Avec d'autres savants Mito, Nariaki est de plus en plus inquiet des problèmes monétaires du domaine. Selon lui, le Japon connaît une crise financière tandis que les samouraïs et les paysans souffrent de la situation économique. S'appuyant sur ses croyances confucéennes, Nariaki croit que le Japon a besoin d'un renouveau de moralité afin de combattre sa faiblesse. Il craint que le pays ne soit plongé dans le chaos si la famine ou l'impérialisme occidental menacent la nation. En réponse, il appelle le shogunat à reconstruire l'armée et l'économie du Japon (menant au Fukoku kyōhei) et demande que le shogun fournisse une direction. La politique du shogunat continue cependant à constituer un obstacle aux réformes dans ces domaines. Quelques années plus tard, en 1836, une famine à l'échelle nationale se produit et des révoltes se développent dans tout le Japon comme l'avait prédit Nariaki. En 1840 commence la première guerre de l'opium entre la Chine et la Grande-Bretagne et les prédictions de Nariaki relatives aux interférences occidentales indiquent combien sont légitimes ses inquiétudes.
Après les événements des années 1830, le shogunat accède aux demandes de réformes exprimées par Nariaki. En dépit de cet accord, le shogunat contraint cependant Nariaki à se retirer précocement. Cette décision met en colère les supporteurs de Nariaki dans le domaine de Mito ainsi que les autres daimyos qui partagent les convictions. Plus tard, le rōjū Abe Masahiro tire Nariaki de sa retraite et en fait un conseiller en politique étrangère car il respecte son expérience et ses idées. Par ailleurs, les avertissements de Nariaki concernant l'implication occidentale dans les affaires intérieures japonaises amènent Abe à conclure qu'il est compétent en ce domaine. Tout au long des années 1840, les nations occidentales mettent une pression croissante sur le Japon pour que celui-ci ouvre son marché à leurs produits. La pression occidentale atteint son point culminant en 1853 avec l'arrivée du commodore Matthew Perry et des navires noirs, qui présentent un défi décisif à l’isolationnisme japonais. Perry exige l'ouverture des ports japonais au commerce avec les États-Unis. Abe cherche un consensus avec les daimyos sur la façon de régler la question des relations avec l'Occident. Mais ceux-ci échouent à se mettre d'accord sur le choix à opérer entre combattre les États-Unis ou accepter le commerce de telle sorte qu'Abe n'a d'autre choix que d'accéder aux exigences des États-Unis par la convention de Kanagawa. L'incapacité du shogunat à défendre le Japon contre l'Ouest affaiblit immédiatement la confiance populaire à l'égard du bakufu. En conséquence, Abe démissionne après ces événements et Hotta Masayoshi le remplace.
En 1858, Hotta rencontre l'empereur Kōmei et lui soumet le traité d'amitié et de commerce États-Unis-Japon de 1858 qui permet aux Occidentaux de commercer avec le Japon et leur garantit l'extraterritorialité. L'empereur refuse d'endosser le traité et les mouvements anti-étrangers à Mito et dans les autres domaines perçoivent l'événement comme une occasion de s'unir derrière l'empereur. L'échec de Hotta à obtenir le soutien de l'empereur augmente plus encore la conviction des loyalistes qu'ils doivent révérer l'empereur et affronter l'Occident « barbare ».
La mort du shogun Tokugawa Iesada en 1858 entraîne une lutte de pouvoir pour sa succession. Au même moment, plusieurs factions débattent des questions de politique étrangère et la stabilité du shogunat des Tokugawa est compromise. Il y a deux shoguns potentiels dont Hitotsubashi Keiki, le fils de Nariaki. Afin de régler le problème, les fudai daimyo installent Ii Naosuke au titre de grand conciliateur (tairō) du shogunat. Il décide de punir les supporteurs de Nariaki afin rétablir le pouvoir du shogunat. Même s'il parvient temporairement à maintenir l'ordre, sa purge des supporteurs de Nariaki dans les domaines et à la cour, la purge d'Ansei, amène les jeunes radicaux Mito à l'assassiner en 1860 (l'incident de Sakuradamon). En réponse à cet assassinat, le shogunat tranquillise les radicaux en modifiant la politique shogunale par les réformes Bunkyū et en nommant Hitotsubashi Keiki gardien du shogun.

## Mito et la restauration Meiji
Pendant toute la période qui amène à la restauration Meiji, les daimyos comme les savants Mito affaiblissent le bakufu par leurs appels aux réformes et leurs actions directes. Tokugawa Nariaki reproche incessamment au shogunat sa décadence morale et son incapacité à protéger le Japon de la ruine financière ou de l'invasion étrangère. De la même façon, l'école de pensée Mito fournit une idéologie nationaliste et pro-impériale qui influence nombre des chefs révolutionnaires anti-bakufu. Tandis que les savants Mito n'appellent jamais vraiment au renversement du bakufu, leur insistance à mettre en avant les dangers internes et externes qui menacent le Japon influencent les vues politiques des révolutionnaires. L'école de pensée de Mito a une profonde influence sur beaucoup d'individus car la tradition intellectuelle du domaine offre une légitimité aux vues anti-étrangères des savants. Durant les années 1840, le soutien de Nariaki à ces idées permet à une entière génération de grandir dans ce climat idéologique. Maki Izumi, un chef révolutionnaire, admet avoir été fortement influencé par les conceptions Mito. Le Mitogaku joue un rôle majeur en incitant les éléments anti-bakufu du Japon à s'unir et à mener la restauration Meiji.
Les radicaux Mito sont à l'origine de nombre des actes violents qui amènent ainsi au renversement du bakufu. Avec l'assassinat d'Ii Naosuke, le terrorisme nationaliste se répand au Japon. À Mito, les loyalistes anti-étrangers fomentent une rébellion qui implique le fils de Fujita Toko. Le bakufu et les forces militaires du domaine s'unissent afin d'écraser le soulèvement et le mouvement nationaliste perd temporairement de son élan.
En 1864, l'insurrection Tengu est l'occasion pour les rebelles armés de Mito d'affronter le bakufu sur le champ de bataille. Le groupe Tengu, mené par Fujita Koshirō, comprend des milliers d'hommes de Mito qui défont les troupes de plusieurs autres domaines. Une importante bataille a lieu plus tard au cours de laquelle un millier de rebelles se rendent avec la promesse de pardon de la part des conservateurs. Curieusement, l'opposition est menée par Hitotsubashi Keiki. Cependant, les conservateurs ont menti et font exécuter les meneurs de l'insurrection. Cette insurrection Tengu est un événement important car elle représente bien l'insatisfaction croissante que suscite le bakufu au cours des années précédant immédiatement la restauration Meiji. Les forces de Mito sont impliquées dans de nombreux soulèvements avant la réussite de la restauration. Bien que le domaine de Mito ne joue pas de rôle majeur dans les combats comme le font les domaines de Satsuma et de Chōshū, l'idéologie de Mito influence les révolutionnaires des domaines précités et les poussent à combattre pour l'empereur.

## Liste des daimyos de Mito
1. Yorifusa
2. Mitsukuni
3. Tsunaeda
4. Munetaka
5. Munemoto
6. Harumori
7. Harutoshi
8. Narinobu
9. Nariaki
10. Yoshiatsu
11. Akitake

## Source de la traduction
- (en) Cet article est partiellement ou en totalité issu de l’article de Wikipédia en anglais intitulé « Mito Domain » (voir la liste des auteurs).